# Liste der Museen in Landshut
Die Liste der Museen in Landshut gibt einen Überblick über aktuelle und ehemalige Museen in der kreisfreien Stadt Landshut in Bayern.

## Aktuelle Museen
| Name                                   | Kurzbeschreibung | gegründet/ eröffnet | Träger                                      | Standort                                    | Bild           | Link |
| -------------------------------------- | --- | ------------------- | ------------------------------------------- | ------------------------------------------- | -------------- | ---- |
| KOENIGmuseum                           | Das Museum zeigt in wechselnden Ausstellungen Werke des Bildhauers Fritz Koenig und Kunstobjekte aus seiner Sammlung.                                                                                                | 20. Juni 1998       | Stadt Landshut                              | Prantlgarten                                | weitere Bilder |      |
| Kunst- und Wunderkammer Burg Trausnitz | Das Zweigmuseum des Bayerischen Nationalmuseums erinnert an die Sammlungen der bayerischen Herzöge Albrecht V. und Wilhelm V.                                                                                        | 19. Sep. 2004       | Freistaat Bayern                            | Burg Trausnitz                              |                |      |
| LANDSHUTmuseum                         | Im sanierten Teil des ehemaligen Klosters werden wechselnde Ausstellungen zur Kunst- und Kulturgeschichte der Stadt und Region gezeigt. In den Räumen befindet sich auch das Kinder- und Jugendmuseum KASiMiRmuseum. | 1999                | Stadt Landshut                              | Altes Franziskanerkloster                   |                |      |
| Schatzkammer St. Martin                | In der als Schaudepot konzipierten Schatzkammer werden liturgische Kunstgüter, Gewänder und Textilien aufbewahrt und ausgestellt.                                                                                    | 1978                | Katholische Pfarrkirchenstiftung St. Martin | Allerseelenkapelle im ehemaligen Sandstadel |                |      |

## Ehemalige Museen
| Name                   | Kurzbeschreibung                                                                                                   | gegründet/ eröffnet | geschlossen/ aufgelöst | Träger         | Standort               | Bild | Link |
| ---------------------- | --- | ------------------- | ---------------------- | -------------- | ---------------------- | ---- | ---- |
| Stadtresidenz Landshut | Die Ausstellungen der Museen der Stadt Landshut im 2. und 3. Obergeschoss der Residenz sind dauerhaft geschlossen. | 1935                | Juli 2021              | Stadt Landshut | Stadtresidenz Landshut |      |      |